# Ʌ̋
Cette page contient des caractères spéciaux ou non latins. S’ils s’affichent mal (▯, ?, etc.), consultez la page d’aide Unicode.
Ʌ̋ (minuscule : ʌ̋), ou v culbuté double accent aigu, est un graphème utilisé dans l’écriture du dan de l’Est. Il s’agit de la lettre v culbuté diacritée d’un double accent aigu.

## Utilisation
En dan de l’Est, l’orthographe de 2014 utilise le ʌ double accent aigu pour représenter une voyelle mi-ouverte postérieure non arrondie [ʌ] avec un ton extra-haut, par exemple dans wʌ̋nŋ « mouche ».

## Représentations informatiques
Le V culbuté double accent aigu peut être représenté avec les caractères Unicode suivants  :
- décomposé (latin étendu B, Alphabet phonétique international, diacritiques)[2],[3],[4]

| formes    | représentations | chaînes de caractères | points de code | descriptions                                                     |
| --------- | --------------- | --------------------- | -------------- | ---------------------------------------------------------------- |
| capitale  | Ʌ̋               | Ʌ◌̋                    | U+0245 U+030B  | lettre majuscule latine v culbuté diacritique double accent aigu |
| minuscule | ʌ̋               | ʌ◌̋                    | U+028C U+030B  | lettre minuscule latine v culbuté diacritique double accent aigu |